# Pozarzyn
Pozarzyn – wieś sołecka w Polsce położona w województwie mazowieckim, w powiecie płockim, w gminie Wyszogród.
| SIMC    | Nazwa     | Rodzaj    |
| ------- | --------- | --------- |
| 0579170 | Grodkówko | część wsi |

Wieś szlachecka Pożarzyno położona była w drugiej połowie XVI wieku w ziemi wyszogrodzkiej. W latach 1975–1998 miejscowość administracyjnie należała do województwa płockiego.